# ويليام جاي سميث
ويليام جاي سميث (بالإنجليزية: William Jay Smith)‏ هو ضابط وسياسي أمريكي، ولد في 24 سبتمبر 1823 في برمنغهام في المملكة المتحدة، وتوفي في 29 نوفمبر 1913 في ممفيس في الولايات المتحدة. حزبياً، نشط في الحزب الجمهوري. وقد انتخب عضو مجلس النواب الأمريكي.